# Eurocop
The European Confederation of Police, (Eurocop)  är ett samarbetsorgan för fackföreningar inom polisyrket i EU. Det bildades i november 2002 och har sitt huvudkontor i Luxemburg. Svenska Anna Nellberg Dennis var dess första kvinnliga ordförande (2012–2016). Sverige representeras av Svenska Polisförbundet.